# Exephanes californicus
Exephanes californicus là một loài tò vò trong họ Ichneumonidae.